# Campeonato Europeo de Remo de 1969
El LIX Campeonato Europeo de Remo se celebró en Klagenfurt (Austria) en 1969 bajo la organización de la Federación Internacional de Sociedades de Remo (FISA).
En total se disputaron doce pruebas diferentes, siete masculinas y cinco femeninas.

## Medallero
| Núm. | País           | Oro | Plata | Bronce | Total |
| ---- | -------------- | --- | ----- | ------ | ----- |
| 1    | URSS           | 4   | 2     | 1      | 7     |
| 2    | RDA            | 3   | 5     | 3      | 11    |
| 3    | Estados Unidos | 2   | 0     | 0      | 2     |
| 4    | Checoslovaquia | 1   | 1     | 0      | 2     |
| 5    | RFA            | 1   | 0     | 3      | 4     |
| 6    | Argentina      | 1   | 0     | 0      | 1     |
| 7    | Rumania        | 0   | 1     | 2      | 3     |
| 8    | Austria        | 0   | 1     | 1      | 2     |
| 9    | Hungría        | 0   | 1     | 0      | 1     |
| 9    | Italia         | 0   | 1     | 0      | 1     |
| 11   | Dinamarca      | 0   | 0     | 1      | 1     |
| 11   | Suiza          | 0   | 0     | 1      | 1     |
|      | TOTAL          | 12  | 12    | 12     | 36    |